# Savon Sanomat Areena
Le Savon Sanomat Areena auparavant Kuopion keskuskenttä puis Magnum Areena est un stade multi-usage situé dans le quartier Haapaniemi à Kuopio en Finlande,.

## Présentation
Il est principalement utilisé pour les matches du KuPS, un club de football évoluant en première division. Il a une capacité de 4 700 spectateurs, avec 2 700 places assises et 2 000 debout. 

## Histoire
Le stade a été construit en 1939 puis rénové entre 2003 et 2005.

## Galerie

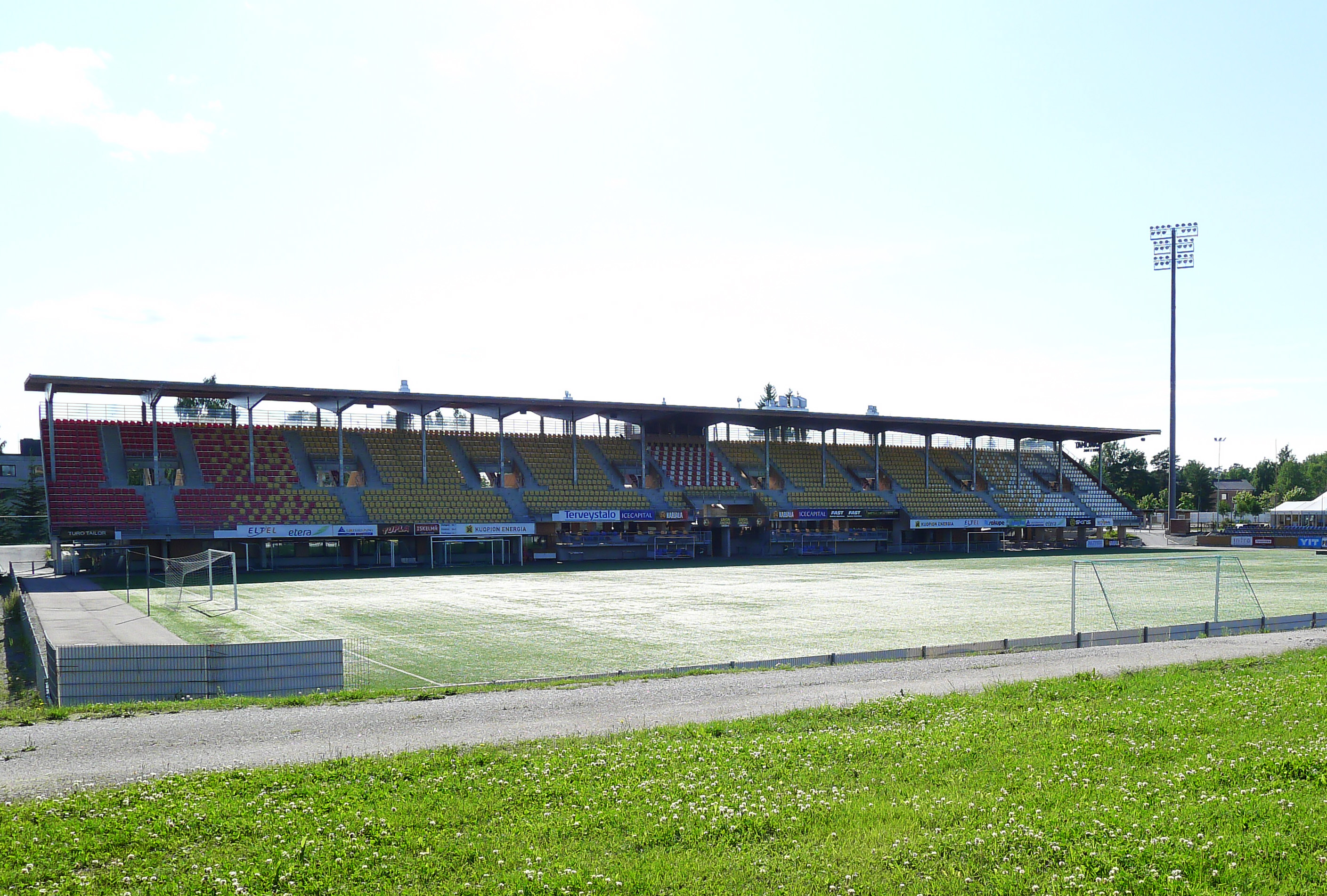
Savon Sanomat Areena.
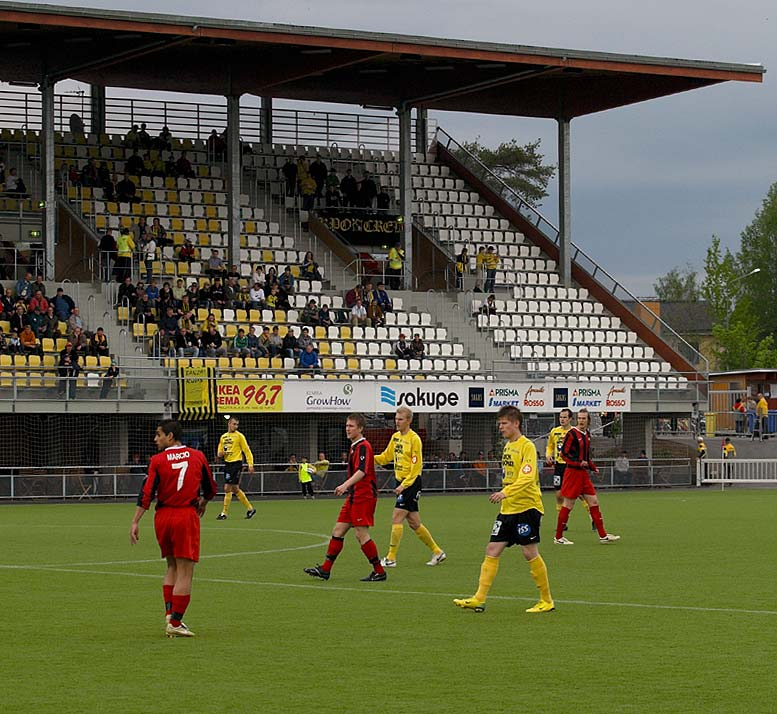
KuPS Kuopio contre JIPPO Joensuu.